# Josef Binko
Josef Binko, křtěný Josef Ladislav Otokar (7. března 1879 Krucemburk, Rakousko-Uhersko – 11. února 1960 Vysoké Mýto, Československo) byl český podnikatel a amatérský fotograf, průkopník technik ušlechtilých fotografických tisků a představitel secesního piktorialismu ve fotografii. Jeho fotografické dílo zůstalo dlouhá léta bez většího zájmu odborné i laické veřejnosti. Povědomí o jeho tvorbě udržoval pouze fakt, že se velká část jeho fotografické pozůstalosti dostala do sbírek Národního technického muzea v Praze. Lze jej považovat za klasického představitele amatérské umělecké fotografie přelomu 19. století.

## Historie rodu
Předkové Josefa Binka, rod Skřivanových, již od druhé poloviny sedmnáctého století v městečku Krucemburk provozovali koželužství. Živnost byla v průběhu století předávána z otce na syna a rozšiřována. Roku 1728 zakoupil Vilém Skřivan panskou barvírnu a přestavěl ji na dílnu pro zpracovávání a barvení kůží. Jeho syn Melichar podnikal obchodní cesty do Haliče i k Baltskému moři. Koželužna se postupně měnila z dílny na malou manufakturu. V polovině devatenáctého století se věnoval správě a rozšiřování výroby Augustin Skřivan. Jeho nejstarší dcera Juliana, babička Josefa Binka, se v roce 1850 provdala za Eduarda Binka ze Žďáru na Moravě (Žďár nad Sázavou).
Správa a rozvoj krucemburské manufaktury nebyla tím jediným, v čem pozdější generace následovali své předky. Rodina Skřivanova i Binkova se zajímala o hudbu a výtvarné umění. Mezi rodinné přátele patřil malíř Anton Johann Ferenz (1801–1874). Skřivanovi spravovali po desetiletí městečko jako rychtáři, podporovali zdejší školy. Rodina se podílela na českém národním obrození. Syn Melichara Skřivana (1728–1817) působil jako purkmistr v Přibyslavi. Melicharovi vnuci Augustin Skřivan, František a Antonín se přátelili s Františkem Palackým, Františkem Ladislavem Riegrem a dalšími osobnostmi tehdejšího společenského a kulturního života. Rodiče Josefa Binka udržovali přátelské vztahy s malířem Benešem Knüpferem. Pragmatické vedení rostoucího rodinného podniku, ale též umění, příroda a mecenášství soudobých umělců bylo inspirací pro budoucí generaci rodiny Binkovy.

## Životopis

### Dědictví otce Ladislava
Josef Binko se narodil 7. března 1879 jako prostřední syn do rodiny Ladislava Binka v Krucemburku. Starší bratr Ladislav se narodil v roce 1877 a nejmladší Dušan v roce 1884. V době studií se otec Ladislav zapojil do kulturního a společenského života v Praze. Uměl německy, domluvil se francouzsky, anglicky a rusky. Stal se členem Umělecké besedy, stejně tak později jeho synové. Během svého života se aktivně zajímal o hudební a výtvarnou scénu. Na počátku dvacátého století se aktivně zapojoval do výběru většiny uměleckých zakázek pro svoji rodinu i syny. Během jeho působení se změnila koželužna v průmyslový komplex. Firma získala řadu ocenění například „Grand prix“ na Světové výstavě v Paříži nebo ocenění z Jubilejní zemské výstavy v Praze. Obchodní cesty podnikal po celé Evropě. Vycestoval také do Severní Ameriky, kde nakoupil nejmodernější koželužská zařízení té doby.

### Dětství Josefa a počátky fotografování
Dětství prožil Josef se sourozenci většinou na venkově. Na prázdniny jezdili chlapci za příbuznými do Prahy. Hodně času trávili u babičky Seykorové v Kostelci nad Orlicí. Na rodinné výlety jezdili s rodiči do Nového Města na Moravě za rodinami Josefa Jelínka a Františka Štursy, se kterými je pojily příbuzenské vztahy.
Od roku 1890 studoval Josef Binko na reálce v Ječné ulici. V roce 1894 nastoupil na Českoslovanskou obchodní akademii, kde se připravoval na vedení obchodních a administrativních činností v rodinné firmě. Na podzim roku 1890 začal docházet do „Libenského klavírní školy“ na hru na klavír. Ta patřila vedle fotografování k jeho dalším celoživotním zálibám.
Již na reálce si Josef zavedl náčrtníky, které používal pro kresby svých fantazií. Kreslil si motivy z přírody a architektury. Od mládí se zajímal o pokroky ve vědě a technice. Zároveň věnoval stále větší pozornost poznávání umění a hudbě. Ve svých patnácti letech začal odebírat český „Fotografický věstník“. Od roku 1899 začal odebírat „Wiener Mitteilungen“. Tyto časopisy položily základ jeho odborné knihovně, obsahující ucelené ročníky německých a rakouských fotografických časopisů. Knihovna obsahovala i desítky knižních publikací o umělecké fotografii a dobových fotografických technikách a reprezentovala tak část německy psané fotografické literatury od devadesátých let devatenáctého století až po rok 1920.

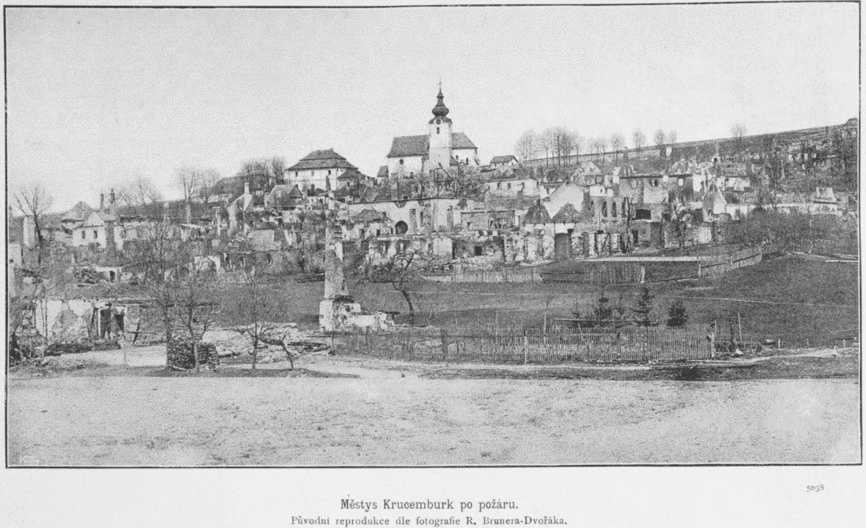
Krucemburk po požáru v roce 1893, reprodukce R. Brunera-Dvořáka

Josef Binko začal s fotografováním snad o prázdninách roku 1894 nebo roku 1895. V domě rodičů měl od počátku zajištěné zázemí. Svoji první temnou komoru si vytvořil z altánu v ovocné zahradě a využíval ji pouze v letních měsících. Během prázdnin podnikal fotografické výlety po okolí, k meandrům řeky Doubravky nebo do lesů. Jeho nejstarší fotografie reagovaly na požár v Krucemburku v roce 1893. Ze života v Praze té doby je známo jen několik pohledů z Letenských sadů na řetězový most Františka Josefa a přilehlé nábřeží. Dochovaly se na malých kontaktních kopiích. Mezi jedny z jeho prvních fotografií patří dva skupinové portréty. Po absolvování obchodní akademie nastoupil do rodinné továrny v Krucemburku. V počátcích jako neplacený zaměstnanec si našel čas na své záliby, fotografování a hudbu.
Na počátku roku 1905 se stal Binko členem Spolku výtvarných umělců Mánes. Pravidelně se účastnil akcí spolku. Ale především se zde seznámil s řadou osobností. Například Jan Štursa mu představil mladého architekta Josefa Gočára, který měl zásadní vliv na další život Josefa a bratra Dušana. Architekt Gočár navrhl bratrům venkovské domy a seznámil Josefa s jeho budoucí manželkou Terezií.

### Fotografická tvorba
V roce 1905 byl Josef Binko na obchodní praxi ve Vídni. Po návratu se začal seznamovat s technikami „ušlechtilých fotografických tisků“. Vedle matné nebo barevně tónované bromostříbrné fotografie používal též uhlotisk a gumotisk, od roku 1913 používal i olejotisk a bromolejotisk. Během několika let nakoupil nové fotoaparáty s nadstandardním příslušenstvím (adaptéry kombinující kazety na skleněné desky s kazetami na filmové negativy, stativy, teleobjektiv, různé filtry atd.). Vlastnil kvalitní „cestovní fotokomoru anglického typu“ z roku 1895. Používal aparát na stereoskopické snímky a vlastnil i zrcadlovku. Kolem roku 1910 si bratři Binkovi vyrobili vlastní zvětšovací zařízení, na svou dobu, unikátní konstrukce. Vytvářeli pak větší formáty svých děl nebo výřezy. K promítání „světelných obrazů“ používal Josef Binko skioptikon.
Nejstarší filmové negativy pocházejí z první poloviny roku 1907 a z roku 1908. Patří k nich pohledy na Krucemburk, lesy a přírodu u nedalekých rybníků (Velké Dářko, Doubravník a Řeka) nebo Žďárské vrchy. I na dalších, většinou krajinných snímcích zůstala zachycena „historická paměť“ regionu. Binko vytvořil též řadu rodinných a kronikářských fotografiích. Lze si o nich vytvořit představu podle orientačních, popisných názvů, například Jízda na saních do Údav, Jízda na lyžích s dlouhou tyčí, Doprava parního kotle do koželužny, Fasádníci na stavbě bratrovy vily, nebo Hasičské cvičení v Krucemburku. Typickým stylem Binka byla „momentka“, uplatněná například při procházce se sochařem Janem Štursou nebo bratry Ladislavem a Dušanem. Pro častého hosta Krucemburku, Josefa Gočára vznikl jeden z jeho nejznámějších portrétů. Byl vytvořen v několika variantách a výřezech.
Od roku 1905 vytvořil sérii portrétů otce Ladislava, Josefa Gočára, Jana Štursy, Ludvíka Boháčka nebo rodinné snímky dětí. Na portrétech manželky je patrný vliv secese a dobového malířství. Je třeba zmínit sérii partnerských portrétů, například Jóža Gočár s Mařenkou nebo Dušan s Toničkou. Věnoval se i fotografování aranžovaných, řezaných květin.
Na jaře roku 1910 se Josef Binko oženil. Ze svatební cesty po Dalmácii si přivezl soubor tři sta sedmi fotografií. Jako dar manželce vytvořil z tohoto souboru fotografií reprezentativní album, obsahující sto čtyři snímky – barevně tónované olejotisky. Vznikl tak největší známý, časově a tematicky ucelený soubor fotografií, který byl zpracován českým fotoamatérem technikou ušlechtilých tisků. Ze zobrazených míst lze zmínit Terst s okolím, skalnaté pobřeží Terstského zálivu, zámek Miramare, přístaviště a antické ruiny v Pule, nebo Dubrovník. Cyklus olejotisků viděli pouze blízcí přátelé a příbuzní. Veřejnosti nebyl představen, podobně jako většina dalších Binkových fotografií. Z cesty do Drážďan, v září 1911, vznikl soubor s třiceti třemi bromostříbrnými fotografiemi. V témže roce uspořádal soubor fotografií pardubického zámku a zámeckých valů, s názvem Pardubice, který věnoval manželce Terezii.
Opakovaně se vracel fotografovat Prahu. Po roce 1908 vznikly fotografie Na Starých zámeckých schodech nebo Stromořadí na Prašném mostě. Fotografoval střechy a komíny Malé Strany, Královský letohrádek nebo Černínský palác a Loretu. K některým fotografiím se znovu vrátil po roce 1913 a vytvořil z nich olejotisky a bromolejotisky. Fotografoval „moderní motivy“ své doby známé z malby a grafiky. Patřily k nim Benátky, jadranské přístavy, bavorský Rothenburg nad Tauberou nebo Norimberk, Míšeň a Ulm.
Josef Binko udržoval sice kontakty s českou modernou, ale pozorněji sledoval proud Kunstphotographie, který byl reprezentován některými členy pražského Klubu německých fotoamatérů. Proto také publikoval své práce v německých časopisech, například ve Photographische Rundschau, časopisu věnovanému umělecké fotografii. Výběr z těchto snímků Fritze Mathiese Masurena se objevil v samostatné ročence časopisu Rundschau v roce 1911.
V roce 1912 získal Josef Binko za své práce čestné uznání od fotografické firmy Gevaert. V následujících dvou letech získal další ocenění a medaile. Inspiraci a cenné subjektivní připomínky získal v té době od přítele Ludvíka Boháčka a bratra Dušana. Jeho tvorbu ovlivnilo seznámení s malířem Františkem Kavánem kolem roku 1913. Vznikl cyklus, časem rozšiřovaných fotografií, se zaměřením na nostalgické vesnické motivy, především na lidovou architekturu (např. Pokřikov, Mrákotín, Holetín, Hlinsko, Jaro 1914 ve Vítanově). V létě roku 1914 vznikla série Josefových fotografií s portréty Františka Kavána, malujícího v plenéru. Na Kavánovo doporučení fotografoval témata ze severních a severovýchodních Čech (Malá Skála, Frýdštejn, Železný Brod, Tanvald, Semily, atd.).
V roce 1916 vznikl cyklus na téma Praha (Kampa, Čertovka, Mostecká ulice, Karlův most, Staroměstské náměstí s Šalounovým pomníkem Jana Husa, Pražský hrad z Platnéřské ulice, atd.).

### Období první republiky
Období první republiky znamenalo pro Josefa Binka především práci na modernizaci a rozšiřování koželužské továrny a budování odborného školství pro budoucí koželuhy. Koncem první světové války patřil mezi zakladatele české akciové společnosti kožního průmyslu a obchodu zvanou „BOSKIN“. V téže době se stal členem Technického odboru České státoprávní demokracie.
Pracovní zaneprázdnění, zahraniční cesty po Evropě, rodina a dospívající děti se ve dvacátých letech odrazilo ve fotografické tvorbě Josefa Binka. Poválečné změny společnosti přinesly generační a názorovou změnu fotografického hnutí v mezinárodním měřítku. Čistota fotografických metod a zásada „nedotknutelnosti negativu“ zavrhla piktorialismus jako projev sentimentální maloměšťácké kultury. Josef Binko se stále zajímal o českou uměleckou scénu. Přestával však rozumět poválečnému vývoji avantgardního umění, proto se více než v minulosti vracel k národopisu a geografii. Hodně četl, zajímala ho domácí a zahraniční uměleckohistorická literatura. V roce 1920 rezignoval na jakoukoliv sebeprezentaci svých děl, přestal odebírat fotografické časopisy a stal se opět fotoamatérem jen pro své potěšení.
V roce 1933 si koupil nový fotoaparát Leica a začal fotografovat na kinofilm. Tématem jeho fotografií do pozdního věku byly rodinné momentky a běžné dokumentární snímky – nostalgické fotografie Červené vily, Krucemburku, blízkého okolí a zahrady v různých ročních obdobích. Posílal je přátelům jako pohlednice a přání.
Během druhé světové války se Josef Binko vrátil k velkoformátovým zvětšeninám (olejotisky, bromolejotisky). Vytvářel tematické cykly. Pro své děti vytvořil reprezentativní alba – Vánoce 1942, Jaro na naší zahradě, Podzim na naší zahradě (1944).

### Poválečná léta
Po roce 1945 Josefa Binka zaměstnávala obnova běžného chodu a modernizace továrny. Po únorovém převratu byla továrna 28. dubna 1948 znárodněna. Rodinu sužovali zdravotní problémy a nedostatek financí. Bratři Binkovi s manželkami byli závislí na podpoře svých dětí a prodeji cenností a šperků.
V posledním desetiletí svého života žil Josef Binko s manželkou v ústraní své vily a okrasné zahrady. V letních měsících trávili čas s přáteli jako byl Ing. Jan Novák, bývalý generální konzul v Jeruzalémě a delegát Červeného kříže pro uprchlíky, Ing. Jan Vrba s manželkou, dcerou historika Josefa Šusty nebo Ing. Ladislav Němec, spoluzakladatel elektrotechnického výzkumného ústavu v Praze a otec budoucího filmového režiséra Jana Němce. Jana v létě 1954 seznamoval s temnou komorou.
Volný čas trávil hrou na klavír, v zimě se věnoval četbě beletrie a především dějinám hudby a umění. Stále se věnoval fotografování.
Roku 1956 lidový soud v Chotěboři odebral rodině Josefa Binka veškerý osobní majetek . Proti konfiskaci se Binkovi odvolali u generální prokuratury a uspěli. Odvetou však bylo vystěhování vdovy po bratru Dušanovi a vyhlášení nové exekuce na Josefovu zahradu a vilu. Pod tlakem životní nejistoty a exekučního řízení zemřela v roce 1959 Terezie Binková. Její manžel Josef Binko zemřel za několik měsíců, dne 11. února 1960.

## Odkaz Josefa Binka
V roce 1958 se Ivan Binko, syn Josefa, seznámil s Ing. Karlem Paspou, který se zabýval historií fotografie a fotografických přístrojů z počátku dvacátého století. Zajímal se o technické vybavení a uměleckou tvorbu Josefa Binka z období secese pro připravovanou expozici o vývoji fotografie. V roce 1959 Ivan Binko s otcem provedli podrobnou katalogizaci fotografií, diapozitivů a negativů, také fotografických přístrojů a zařízení pro projekci.
Po smrti Josefa Binka nemělo tehdejší vedení muzea příliš jasnou představu, jak se bude expozice o historii fotografických technik v oddělení Intercamera vytvářet. Laxní přístup muzea vyřešil nakonec Ivan Binko. V září 1960 nechal dar Binkových přestěhovat do Prahy na vlastní náklady. Muzeum dostalo temnou komoru (veškeré původní vybavení a pomůcky z let 1910 až 1920), většinu fotoaparátů, reprezentativní alba s ušlechtilými tisky, kompletní soubor (několik tisíc) skleněných a filmových negativů, nebo soubor papírových negativů ke gumotiskům a diapozitivů.
Historik a fotograf Rudolf Skopec, ještě před jejím zaevidováním, sbírku podrobně prostudoval pro případné sepsání monografie. V listopadu 1961 vystavil osm Binkových gumotisků a olejotisků v Domě umění v Brně na výstavě Dějiny fotografie. V roce 1975 předal do Uměleckoprůmyslového muzea v Praze téměř dva tisíce filmových negativů Josefa Binka. Skleněné negativy a diapozitivy se nezachovaly.
Ještě na počátku devadesátých let dvacátého století neexistovala literatura, která by se věnovala životu a tvorbě Josafa Binka. Je třeba dodat, že již meziválečná avantgarda i následující generace kritizovala a přímo zavrhla „snivou estetiku, pomocné výrazové prostředky nebo citový subjektivismus“ českých a také zahraničních piktorialistů období secese. Zásadní pro „znovuobjevení“ Binkovy tvorby byla badatelská práce historika Pavla Scheuflera. První jeho příspěvek k danému tématu vyšel v roce 1999 ve fotografickém časopisu FotoVideo. Další informace o životě a tvorbě Josefa Binka se objevily také v knižních publikacích, kde byl Pavel Scheufler autorem nebo spoluautorem. S kolegy uspořádal několik výstav, které vedly k rehabilitaci fotografických technik ušlechtilých tisků používaných v období secesního piktorialismu. V roce 2006 byla vydána Binkova monografie v edici Fototorst.